# Долгушин, Игорь Александрович
И́горь Алекса́ндрович Долгу́шин  (1908—1966) — советский орнитолог. Основатель казахстанской орнитологической школы, организатор и главный автор 5-томной монографии «Птицы Казахстана» (1960—1974).

## Биографические сведения
Родился 17 (30 марта) 1908 года в Омске.
С 16 лет принимал участие в зоологических экспедициях и работал в краеведческом музее. После школы окончил ЛТА имени С. М. Кирова и в 1931 году по направлению поехал в Казахстан.

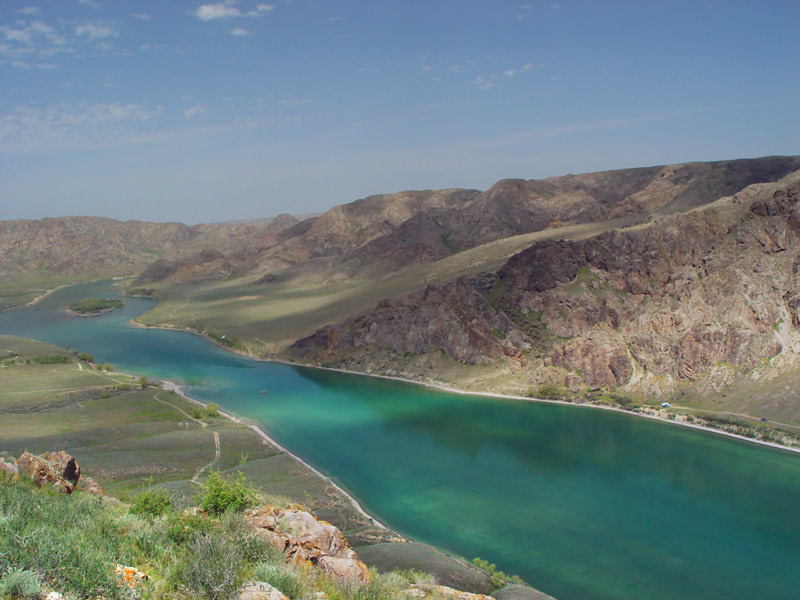
Река Или — район исследований Игоря Долгушина

Стал одним из основателей Института зоологии АН Казахской ССР.
В основу его кандидатской диссертации были положены результаты изучения авифауны нижнего течения реки Или. Диссертация была защищена на Учёном совете центрального зоологического учреждения страны — ЗИН (Ленинград) в 1941 году.
Доктор биологических наук. И. А. Долгушин основал научную школу в области орнитологии. Его учениками были, в частности:
- Кривицкий, Игорь Александрович (1935—2010)
- Панченко, Сергей Григорьевич (1928—2011)
- Ковшарь, Анатолий Фёдорович (род. 1937)[2]

Умер 4 июля 1966 года в Алма-Ате, похоронен на Центральном кладбище города.

## Награды и премии
- Сталинская премия третьей степени (1951) — за акклиматизацию ондатры в Казахстане

## Труды
- Игорь Александрович Долгушин, В. Ф. Гаврин, М. Н. Корелов Птицы Казахстана. — Издательство Академии наук Казахской ССР, 1960
- Охотничьи птицы Казахстана [Текст] : (Фауна, экология и практ. значение) : [Сборник статей] / [Ред. коллегия: …И. А. Долгушин и др.]. — Алма-Ата : Изд-во Акад. наук Каз. ССР, 1964. — 220 с., 1 л. карт. : ил., карт.; 27 см. — (Труды Института зоологии / Акад. наук КазССР; Вып. 24).

## Память
В 2008 году по случаю 100-летия со дня рождения Игоря Александровича издана книга воспоминаний о нём, с большим количеством новых сведений из биографии учёного, полным списком его трудов, воспоминаниями современников и учеников. Книга содержит также его письма и ряд ранее неизвестных фотографий.